# Alejandro Sánchez (político)
Alejandro Sánchez Pereira, conocido como Pacha Sánchez (Montevideo, 24 de abril de 1980), es un político uruguayo, integrante del Movimiento de Participación Popular (MPP), Frente Amplio.Es Secretario de la Presidencia de Uruguay. 
Presidió la Cámara de Representantes entre el 15 de febrero de 2015 y el 15 de febrero de 2016.En el período 2020-2025 es primer suplente de José «Pepe» Mujica, quien renuncia a su banca el 20 de octubre del 2020, asumiendo Alejandro Sánchez como senador.
En las elecciones nacionales celebradas el 27 de octubre de 2024 es elegido senador para el período 2025-2030 por el Movimiento de Participación Popular. Un mes después, se anunció que Sánchez será titular de la Secretaría de Presidencia.

## Biografía
Hijo de padres frenteamplistas, conoce desde pequeño la militancia barrial y sindical. Hasta los 9 años vive en el barrio Lavalleja, para luego mudarse al barrio Municipal. 
En su infancia, asistió a la escuela pública Libanesa. Realizó la primera etapa de su actividad liceal en el Liceo N° 18, mientras que el bachillerato lo hace en el Liceo N° 36 José Batlle y Ordóñez. En 2000, ingresa a la Facultad de Ciencias Sociales de la Universidad de la República, opción Sociología, restándole en 2011 aprobar el último año para su egreso.
A los 12 años comienza a trabajar ayudando a su padre vendiendo verduras en un puesto de feria y continúa hasta los 22. Posteriormente, trabaja en la Asociación Cristiana de Jóvenes donde desempeñó diversas tareas, integrando la mesa del sindicato AFACJ. Durante el año 2005, trabajó para la ONG CIEDUR y luego para la ONG PLEMU desarrollando tareas como Encargado de Servicio en el Hospital Pereira Rossell. Desde 2011 vive con su compañera y sus dos hijas.

## Ámbito político

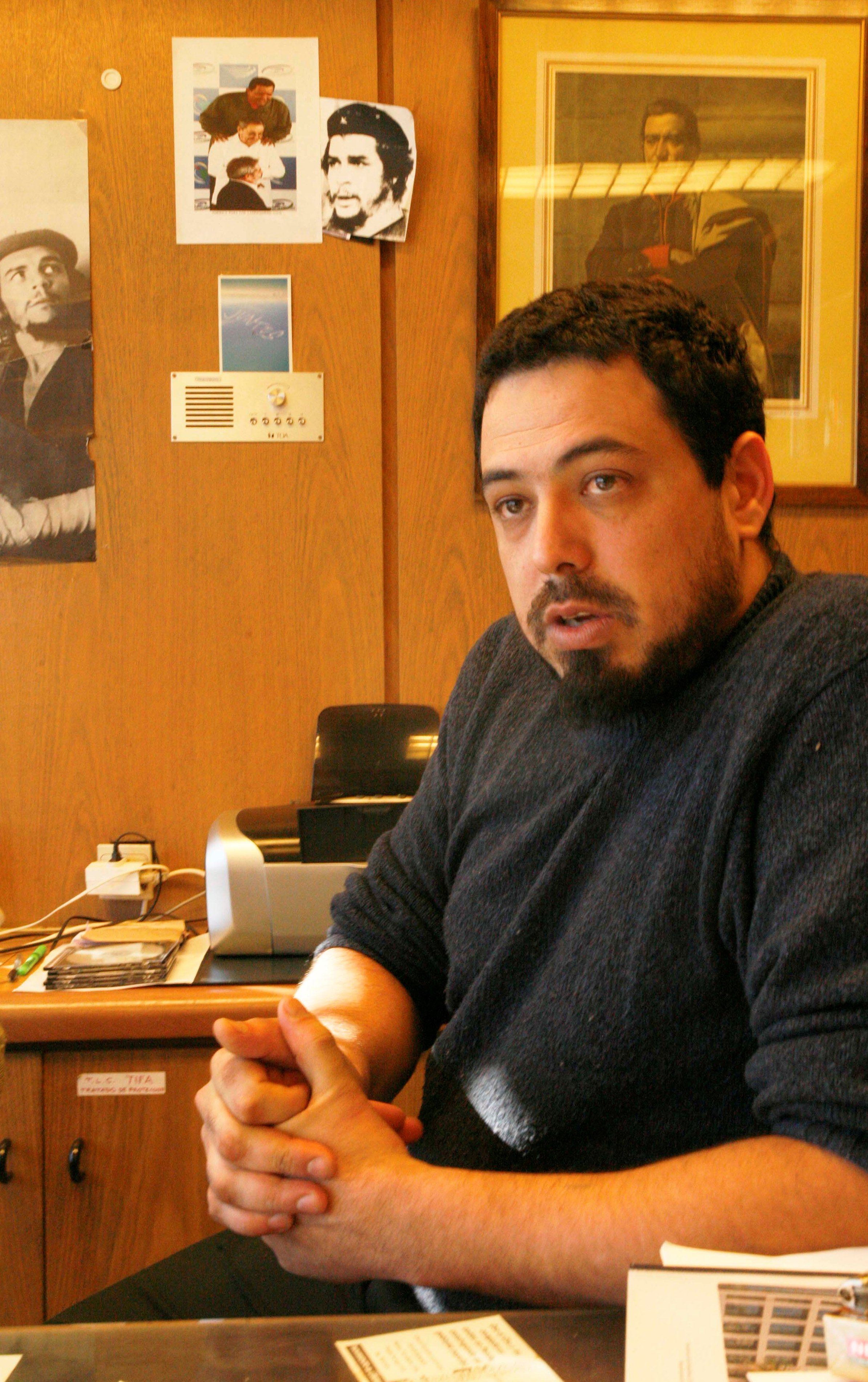
Alejandro Sánchez en 2010.

Como estudiante, en 1996 participó activamente de las ocupaciones en el Liceo N° 36 José Batlle y Ordóñez, en contra de la Reforma Educativa elaborada por Germán Rama, en ese momento, presidente del CODICEN e implementada por el gobierno de Julio María Sanguinetti.
En el mismo año comienza su participación en el plenario de jóvenes del MPP, integrando varias comisiones. En la actualidad, integra el Ejecutivo Departamental de la organización en Montevideo. En 1998 ingresó como militante al Movimiento de Liberación Nacional - Tupamaros, contribuyendo a la conformación del Frente Juvenil de la organización. Hoy, es miembro del Comité Central de la Organización y del Comité Ejecutivo Nacional de la Organización.
En el Frente Amplio, participó activamente en la formación de la Comisión de Jóvenes de la Coordinadora P, comisión que propició el origen de la Comisión Nacional de Jóvenes.
En 2007, es designado como Secretario General de la Junta Departamental de Montevideo por el Movimiento de Participación Popular (MPP).
En las elecciones de 2009 fue elegido diputado del Espacio 609 del Frente Amplio por Montevideo para ejercer en el período legislativo comprendido entre el 15 de febrero de 2010 y el 14 de febrero de 2015. 
En el marco de su labor legislativa integró la "Comisión de Hacienda" y presidió la "Comisión para el Estudio del Cooperativismo". A nivel internacional, representó a Uruguay en el Parlamento Latinoamericano, siendo parte de la Comisión de Asuntos Económicos. Durante 2014 y hasta febrero de 2015 fue coordinador de la bancada del Frente Amplio. 
En octubre de 2014 tuvieron lugar las elecciones presidenciales y legislativas en las cuales la lista 609, que Sánchez encabezó en el departamento de Montevideo, fue la más votada dentro del Frente Amplio. Por este motivo, el 15 de febrero de 2015 asumió como Presidente de la Cámara de Representantes, cargo de duración anual que el reelecto Representante Nacional ejerció hasta el 1 de marzo de 2016.
El 13 de marzo de 2016, el Plenario Nacional del Frente Amplio, lo proclamó como uno de los candidatos a ocupar la presidencia de esa fuerza política. El lanzamiento de su campaña política para estas elecciones se efectuó el 11 de abril de ese año. Las elecciones para dirimir el cargo tuvieron lugar el 26 de julio de 2016, siendo electo Javier Miranda. Se lo considera un importante referente político y eventual figura de recambio a futuro en el Frente Amplio.
El 16 de octubre de 2020 se despidió de la Cámara de Diputados para asumir el escaño en el Senado que dejó libre Pepe Mújica el 20 de octubre de 2020.El 27 de noviembre de 2024, tras el triunfo del Frente Amplio en las elecciones generales, Yamandú Orsi, presidente electo para el periodo 2025-2030, lo anunció públicamente como su Secretario de Presidencia.